# سیارک ۱۲۹۱
سیارک ۱۲۹۱ (به انگلیسی: 1291 Phryne، نامگذاری:1933RA) هزار و دویست و نود و یکمین سیارک کشف شده‌است که در ۱۵ سپتامبر ۱۹۳۳ کشف شد.
قدر مطلق سیارک برابر ۱۰٫۳۳ است.